# Таня Ботева-Мало
Таня Ботева-Мало е българска сценаристка и писателка на произведения в жанра съвременен роман, която пише на френски език.

## Биография и творчество
Таня Ботева-Мало е родена на 10 юни 1950 г. в София, във франкофонско семейство. Баща ѝ е участник в Гражданската война в Испания. Учи във Френската гимназия. Завършва френска филология в Софийския университет.
През 1993 г. участва в епизод на телевизионното шоу „Série Galante“.
Първият ѝ роман „Jeunes filles sur la route“ (Момичетата на пътя) е издаден през 2009 г. В него главната героионя Катя разказва за своя таен, чувствен и тревожен живот.
Таня Ботева-Мало живее със семейството си в Брюксел.

## Произведения

### Самостоятелни романи
- Jeunes filles sur la route (2009)

### Екранизации
- 1995 Night Angels – късометражен, сценарий
- 2000 Trois hommes et un chien – късометражен, сценарий

#### Режисьор
- Le fabuleux destin des juifs bulgares